# Žalauly
Žalauly (rusky Жалаулы) je bezodtoké slané jezero na severozápadě Pavlodarské oblasti v Kazachstánu. Má rozlohu 144 km².

## Pobřeží
Skládá se ze dvou částí, které jsou spojené širokým průlivem. Břehy jsou bažinaté.

## Vodní režim
Při velké vodě do jezera přitéká voda řekou Karasu ze skupiny sladkých jezer, do které ústí řeka Šiderty. Potom se i voda v jezeře Žalauly stává sladkou. Ve velmi suchých letech se naopak jezero stává silně až rosolovitě slaným.